# Aurel Onciul

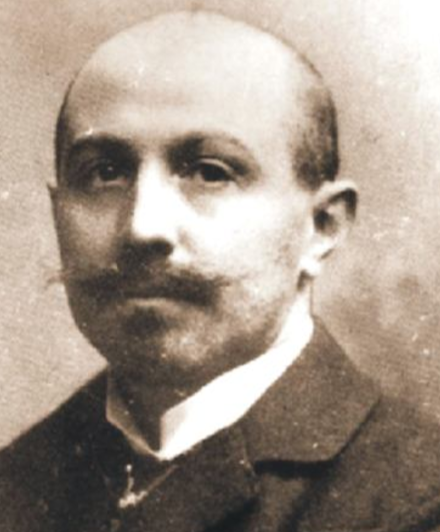
Aurel Onciul

Aurel Constantin Onciul (auch: Aurel Ritter von Onciul; * 29. Februar 1864 in Vicovu de Sus, Österreich-Ungarn; † 30. September 1921 in Bukarest, Königreich Rumänien) war ein rumänischer pro-österreichischer Politiker in der österreichischen Bukowina.

## Leben und Wirken
Onciul studierte Rechtswissenschaft an den Universitäten Czernowitz und Wien und promovierte 1886 zum Dr. iur. 1885 trat er in den Staatsdienst als Konzipient bei der Finanzprokuratur Wien ein und war ab 1887 im Unterrichtsministerium. 1889 wirkte Onciul als Redakteur der rumänischen Ausgabe des Reichsgesetzblatts. Er war 1893 Ministerialsekretär im Innenministerium und 1896 Bezirkshauptmann in Brünn. Von 1902 bis 1903 gab er die Wochenblätter Privitorul (Der Beobachter) zunächst in Brünn, dann in Czernowitz, 1905 bis 1908 die Voinţa poporului (Volkswille) in Czernowitz heraus. Seit 1903 war er Abgeordneter im Bukowinaer Landtag. Am Ende des Ersten Weltkriegs befürwortete er eine Aufteilung der Provinz Bukowina nach ethnischen Gesichtspunkten in eine rumänisch kontrollierte Südbukowina und eine ukrainisch kontrollierte Nordbukowina. Die von Onciul und seinen ukrainischen Amtskollegen geplanten Grenzen entsprechen in etwa den heutigen rumänisch-ukrainischen Grenzen in der Bukowina. Er arbeitete mit Iancu Flondor, einem Bojaren aus Storoschynez, zusammen und versuchte, als Führer der Demokratischen Bauernpartei einen sozialdemokratisch orientierten Teil der Landbevölkerung, des Klerus und der Landlehrer anzusprechen. Onciul, dem Machiavellismus vorgeworfen wurde, konnte nicht die Unterstützung der Intellektuellen gewinnen, die sich nach dem Scheitern des Ausgleichs 1909 vorwiegend mit der nationalen Frage beschäftigten. Auch in den rumänischen Teilen der Bukowina konnte er die Unterstützung der Bevölkerung nicht gewinnen, da er sich oft auf die Seite der ruthenischen Forderungen nach Gebieten in der nördlichen Bukowina stellte. Als der österreichische Gouverneur 1918 die Macht an Onciul abtrat, teilten er und die Ukrainer die ehemalige Provinz unter sich auf, so wie es Onciul zuvor geplant hatte. Onciul wurde Ende 1918 in Suceava verhaftet und kurz in Iaşi interniert, ehe er bis zu seinem Tod als Rechtsanwalt in Bukarest arbeitete.